# لوك يو (مطعم)
لوك يو Luk Yu هو محل شاي صيني، ومطعم من نوع ديم سم، يقع في شارع ستانلي في المنطقة المركزية في مدينة هونغ كونغ.
تأسست عام 1933.
يرجع اسمها إلى الشاعر لو يو، الشاعر الصيني في فترة أسرة تانغ، الذي كتب The Classic of Tea، وهو أول شاعر وصف تاريخ وثقافة الشاي في  الصين.